# Пісок (заповідне урочище)
Пісо́к — заповідне урочище в Україні. Об'єкт природно-заповідного фонду Івано-Франківської області. 
Розташоване в межах Долинського району Івано-Франківської області, неподалік від села Старий Мізунь. 
Площа 24 га. Статус присвоєно згідно з рішенням облвиконкому від 19.07.1988 року № 128. Перебуває у віданні ДП «Вигодський лісгосп» (Мізунське л-во, кв. 19, вид. 6). 
Статус присвоєно для збереження частини лісового масиву на висоті 700 м. над р.  м. Еталон буково-ялицево-смерекового насадження природного походження віком 140 років. 